# Tococa capitata
Tococa capitata är en tvåhjärtbladig växtart som beskrevs av James William Helenus Trail och Célestin Alfred Cogniaux. Tococa capitata ingår i släktet Tococa och familjen Melastomataceae.
Artens utbredningsområde är Peru. Inga underarter finns listade i Catalogue of Life.